# Nikomedia

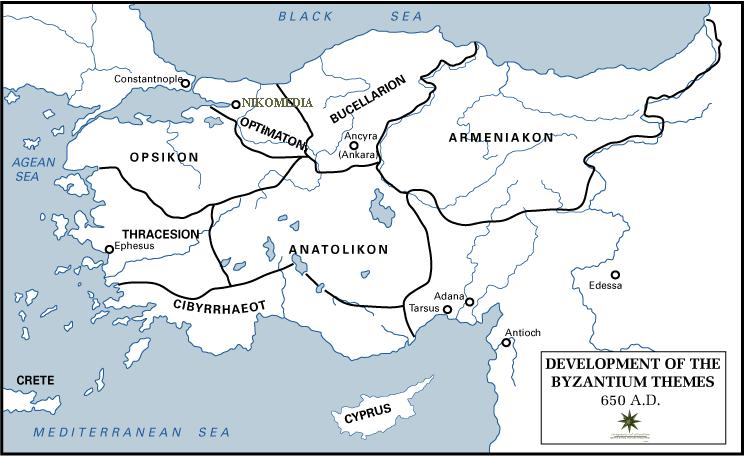
Nikomedia jako stolica temu Optimation około roku 650

Nikomedia (stgr. Νικομήδεια) – starożytne miasto hellenistyczne w Azji Mniejszej, położone nad Zatoką Ascytyjską będącą częścią Propontydy; założone przez Nikomedesa I w 264 p.n.e. jako stolica Bitynii. Współczesny İzmit.
W czasach rzymskich była to stolica prowincji Bitynia, przez pewien okres swoją rezydencję mieli tu także cesarze rzymscy. W okresie Cesarstwa Bizantyńskiego miasto zostało stolicą temu Optimaton.

## Historia
Było to jedno z najważniejszych miast północno-zachodniej Anatolii. Pełniła istotną funkcję gospodarczą, leżąc na początku szlaków handlowych wiodących znad Propontydy w głąb Anatolii.
Cesarz Dioklecjan uczynił z niej swoją rezydencję w 286 po ustanowieniu systemu tetrarchii. Nikomedia pełniła funkcję stolicy wschodniej części cesarstwa aż do roku 330, gdy Konstantyn I Wielki uroczyście przeniósł swoją siedzibę do nowo wybudowanego Konstantynopola. Konstantyn Wielki zmarł w Nikomedii i w tym właśnie miejscu został przed śmiercią ochrzczony przez miejscowego biskupa Euzebiusza z Nikomedii.
24 sierpnia 358 Nikomedia została zniszczona przez trzęsienie ziemi i szalejące w jego wyniku pożary. Została ona później odbudowana jednakże już jako miasto o wiele mniejsze niż przed tą katastrofą. Za panowania cesarza Justyniana I w mieście powstało wiele nowych budynków użyteczności publicznej. W końcu XI wieku Nikomedia została zajęta przez Seldżuków, jednakże wkrótce wyzwolono ją dzięki sukcesom I wyprawy krzyżowej. W okolicach miasta cesarz Jan II Komnen osiedlił jeńców serbskich.
Po zajęciu Konstantynopola przez uczestników IV wyprawy krzyżowej o miasto toczyły się wieloletnie walki. Ostatecznie przypadło ono łacinnikom na mocy pokoju zawartego w 1214 roku pomiędzy Henrykiem I de Hainaut, a Teodorem I Laskarysem. Miasto pozostawało w granicach Cesarstwa Łacińskiego do roku 1235 kiedy to ostatnie łacińskie posiadłości w Anatolii weszły w skład Cesarstwa Nicejskiego. Po odzyskaniu Konstantynopola w 1261 roku miasto stało się ponownie częścią Cesarstwa Bizantyńskiego. W 1301 pod Nikomedią wojska Osmana I pokonały Bizantyńczyków, jednakże nie wkroczyły do miasta. Oblężenie Nikomedii rozpoczęło się w 1329. Pomimo dwóch nieudanych odsieczy podejmowanych przez cesarza Andronika III Paleologa w 1332 i w 1333 miasto skutecznie broniło się nadal dzięki zaopatrzeniu drogą morską. Ostatecznie Turcy osmańscy zdobyli je w 1337 po zablokowaniu portu.

## Znani nikomedyjczycy
- Biskupem Nikomedii był późniejszy patriarcha Konstantynopola Euzebiusz z Nikomedii.
- W Nikomedii ponieśli śmierć liczni święci męczennicy wczesnochrześcijańscy: św. Adrian z Nikomedii, św. Pantaleon, św. Juliana[2]. Z Nikomedii pochodziły też św. Barbara, św. Dominika, św. Natalia i św. Patrycja, św. Teofila oraz Męczennicy z Nikomedii.
- Z Nikomedii wywodził się patrycjuszowski ród, z którego pochodził Michał Psellos.